# Brendan John Lepschi
Brendan John Lepschi ( n. 1969 ) es un botánico australiano.
Desarrolla su actividad científica en el "Australian National Herbarium", "Centro de Estudios de Biodiversidad Vegetal, Canberra.

## Algunas publicaciones
- Hosking, JR, BJ Conn, BJ Lepschi, CH Barker. 2007. Plant species first recognised as naturalised for New South Wales in 2002 & 2003, with additional comments on species recognised as naturalised in 2000–2001. Cunninghamia 10(1): 139-166
- Craven, LA; BJ Lepschi, L Broadhurst; M Byrne. 2004. Taxonomic revision of the broombush complex in Western Australia (Myrtaceae, Melaleuca uncinata s.l.) Austr. Syst.Bot. 17(3): 255 - 271
- Kim, SC; CT Lu; BJ Lepschi. 2004. Phylogenetic positions of Actites megalocarpa & Sonchus hydrophilus (Sonchinae: Asteraceae) based on ITS & chloroplast non-coding DNA sequences. Austr. Syst. Bot. 17 (1): 73 - 81
- Hosking, JR, BJ Conn, BJ Lepschi. 2003. Plant species first recognised as naturalised for New South Wales over the period 2000-2001. Cunninghamia 8(2): 175-187
- Hosking, JR, BJ Conn, BJ Lepschi. 2001. Detection of recent plant naturalisations in New South Wales. 11.ª Conferencia Bienal de Malezas, 4–6 sept 2001, Moama. pp. 136–139 (NSW Agriculture: Orange)
- Brophy, JJ; RJ Goldsack; A Punruckvong; AR Bean; PI Forster; BJ Lepschi; JC Doran; AC Rozefelds. 2000. Leaf essential oils of the genus Leptospermum (Myrtaceae) in eastern Australia. Part 7. Leptospermum petersonii, L. liversidgei & allies. Fl. & Fr. J. 15 (5) : 342-351
- Brophy, JJ; RJ Goldsack; PI Forster; AR Bean; JR Clarkson; BJ Lepschi. 1998. Leaf essential oils of the genus Leptospermum (Myrtaceae) in Eastern Australia. Part 1. Leptospermum brachyandrum & Leptospermum pallidum groups. Fl. & Fr. J. 13 (1): 19 - 25
- Lepschi, BJ. 1993. Vegetation of Mulligans Flat, A.C.T. Cunninghamia 3(1): 155-166

## Honores

### Eponimia
- (Asteraceae) Cassinia lepschii Orchard[1]

- La abreviatura «Lepschi» se emplea para indicar a Brendan John Lepschi como autoridad en la descripción y clasificación científica de los vegetales.[2]